# Hallby kyrkoruin
Hallby kyrka och socken omtalas endast några gånger under medeltiden. Den var belägen på halvön Vänersnäs i Västergötland inom nuvarande Vänersborgs kommun, och tillhörde Hallby församling i Skara stift. Länge var det ovisst var kyrkan hade legat och bygdens befolkning pekade ut tre olika ställen. Av dess ställen var två mer intressanta. Dels skulle den ha legat på Hallby Storegårds mark där det befanns ett bearbetat sandstensblock med dekor. Dels pekade man ut en plats på en höjd ca 150 meter från Dätterns strand intill den gamla landsvägen. På alla ställena fanns rester efter bebyggelse, såsom låga jordvallar, gropar och stenar. Först 1956 kunde man exakt fastställa läget för kyrkan efter en undersökning.

## Utgrävningen
Då det fanns en önskan från bygden att få visshet om det verkligen legat en kyrka i Hallby gjorde kyrkofullmäktige en begäran hos Riksantikvarieämbetet om en undersökning. Denna kom att utföras under ledning av Sven Axel Hallbäck sommaren 1956. Av en karta över Storegården från 1650-talet kunde konstateras att den utpekade platsen här utgjorde gårdens gamla tomtplats. Någon vidare undersökning gjordes ej här då höjden ansågs innehålla rester av gårdsbebyggelse. 
Den andra platsen var betydligt intressantare. Öster om landsvägen nere vid sjöstranden, 2 km sydost från Vänersnäs kyrka, slingrade sig den gamla vägen som numera är en stig.  På vägens södra sida är berg och sedan Dettern. Alldeles intill på vägens norra sidan är en avlång, låg kulle som ser ut som en skadad gravhög. Kullen har en längd av 25 meter och 15 i bredd, med en bestämd sträckning i öst-väst. I kullens mitt var en långsträckt sänka. I yttre jordlagret fanns bitar av gammalt kalkbruk och strax i söder rester av en vall eller mur. Man hade starka misstankar att höjden innehöll den försvunna sockenkyrkan och i en provgrävning gjordes ett schakt på 1 meters bredd från öst till väst. En östlig skalmur påträffades först och sedan i väst påträffades exakt samma skalmur. Under de fortsatta grävningarna frilades vissa partier av koret samt undersöktes kyrkans gamla ingångsplats. Under utgrävningen påträffades flera föremål från senare tid, såsom glasskärvor, keramik och ben. Alldeles innanför östra skalmuren hittades en pärla av fluss i rödaktig färgton, troligen härstammande från ett radband. 
Genom undersökningen fick man full visshet om vart kyrkan legat. För att kartlägga storleken, byggnadskonstruktion och utformning begärdes en fortsatt utgrävning av hela kyrkogrunden. Detta genomfördes sommaren 1957 av till största delen frivilliga krafter från bygden under landsantikvariens ledning.  
Sedan ruinen framgrävts, uppmäts och ritats i plan, övertäcktes åter murresterna med jord för att skydda det från förvittring. På kullen restes en minnessten med inskriften; Här låg under medeltiden Hallby sockenkyrka. Monumentet bekostades av Vänersnäs fornminnes- och hembygdsförening, Vänersnäs kyrkliga syförening, samt Eriksdals och Olovstorps sykretsar. En ceremoni förrättades till invigning av minnesstenen söndagen den 14 september 1958.

## Kyrkobyggnaden

### De framgrävda byggnadsresterna
Undersökningen visade att skalmurarna hade en tjocklek av 1 till 1,20 meter. Dessa är bevarade till en höjd av 60 cm. De var i huvudsak uppförda av grovt uthuggna och jämna sandstensblock, men helt otuktade. Märkligt var förekommandet av att en mängd av blocken var huggna i trekanter. Dessa fanns i tre olika standardformat. Det framgick att dessa block har använts omväxlande med rektangulära i förbanden. Till fundament har i allmänhet använts gråstensblock. Långhuset var till planen rektangulärt med yttermåtten 12,4 meter x 6,1 meter. Invändigt var den 9,7 meter x 3,7 meter. Ingångens vidd var 1,2 meter och var placerad längst åt väst i södra väggen. Några grundstenar antyder att det funnits ett vapenhus utanför ingången. Det rakt avslutade koret var 4,4 meter brett och invändigt 2 meter. Troligen har det funnits en triumfbåge mellan kor och långhus. Av bearbetat stenmaterial påträffades en vackert profilerad kantsten till fönster eller dörröppning.

### Sammanfattning och datering
Av det framgrävda byggnadsmaterialet kan kyrkan dateras till 1100-talet. Den övervägande enkla och primitiva tekniken i murningsarbetet kan tyda på att murmästarna ej varit fackmän. De trekantiga sandstensblocken i tre olika format som påträffats i betydande mängd vid grävningen är av särskilt intresse och kan ge belägg för murarnas slumpvisa tillkomst. Men ändå har exklusivare bearbetat stenmaterial framkommit vid undersökningen, bl.a. i form  av en vackert profilerad kantsten till fönster- eller dörromfattning. Detta bevisar att åtminstone någon specialist varit inblandad vid bygget. Man kan då tänka sig att denne utfört de viktigaste detaljerna och överlåtit grovarbetet åt andra som av honom fått råd och anvisningar.

## Fotnoter
1. ↑  Johansson, L. Erik: Vänersnäs förr och nu, 1959, sid 74. Hallbäck, Sven Axel: Om Hallby medeltidskyrka på Vänersnäs, tryckt i tidskriften Åse och Viste, nr 12, 1958, sid 15.
2. ↑  Johansson, L. Erik: Vänersnäs förr och nu, 1959, sid 74-75.
3. ↑  Börjesson, Gösta: Ödekyrkor i Västergötland, 1994, sid 40, nr 72.
4. ↑  Wideen, Harald: Hallby – En romantisk kyrkoplats på Vänersnäs, tryckt i tidskriften Åse och Viste, nr 2, 1954. Före utgrävningen av ruinkullen uppskattades kyrkan ha varit 8 meter lång, 4 bred med murar till 1 meter höjd: Wennerheim: Försök till beskrivning över Hunne- och Hallebergstrakten, 1948, Kopia av manuskript i Grästorps kommunbibliotek, sid 88.
5. ↑  Johansson, L. Erik: Vänersnäs förr och nu, 1959, sid 75-78.
6. ↑  Hallbäck, Sven Axel: Om Hallby medeltidskyrka på Vänersnäs, tryckt i tidskriften Åse och Viste, nr 6, 1958, sid 14.
7. ↑  Lundahl, Ivar: Det medeltida Västergötland, 1961, sid 287.
8. ↑  Johansson, L. Erik: Vänersnäs förr och nu, 1959, sid 77.